# Célula intersticial de Cajal
A célula intersticial de Cajal (ou simplesmente célula de Cajal) é um tipo de célula encontrada no trato gastrointestinal. Serve como um marcapasso que desencadeia a contração dos intestinos. Podem desencadear ondas lentas.
Estas células são caracterizadas por terem um aparelho contrátil não muito desenvolvido, mas muitas mitocôndrias. O corpo celular é fusiforme, com pouco citoplasma e um grande núcleo ovalados

## Patologia
As células intersticiais de Cajal são células das quais se acredita que surgem os tumores estromais gastrointestinais (GISTs).

## Epônimo
As células intersticiais de Cajal recebem o nome em homenagem a Santiago Ramón y Cajal, um patologista espanhol que recebeu o Prêmio Nobel.
1. ↑  World J Gastroenterol 2010 July 14; 16(26): 3239-3248